# Martie
ianuarie • februarie • martie  • aprilie  • mai  • iunie  • iulie  • august  • septembrie  • octombrie  • noiembrie  • decembrie

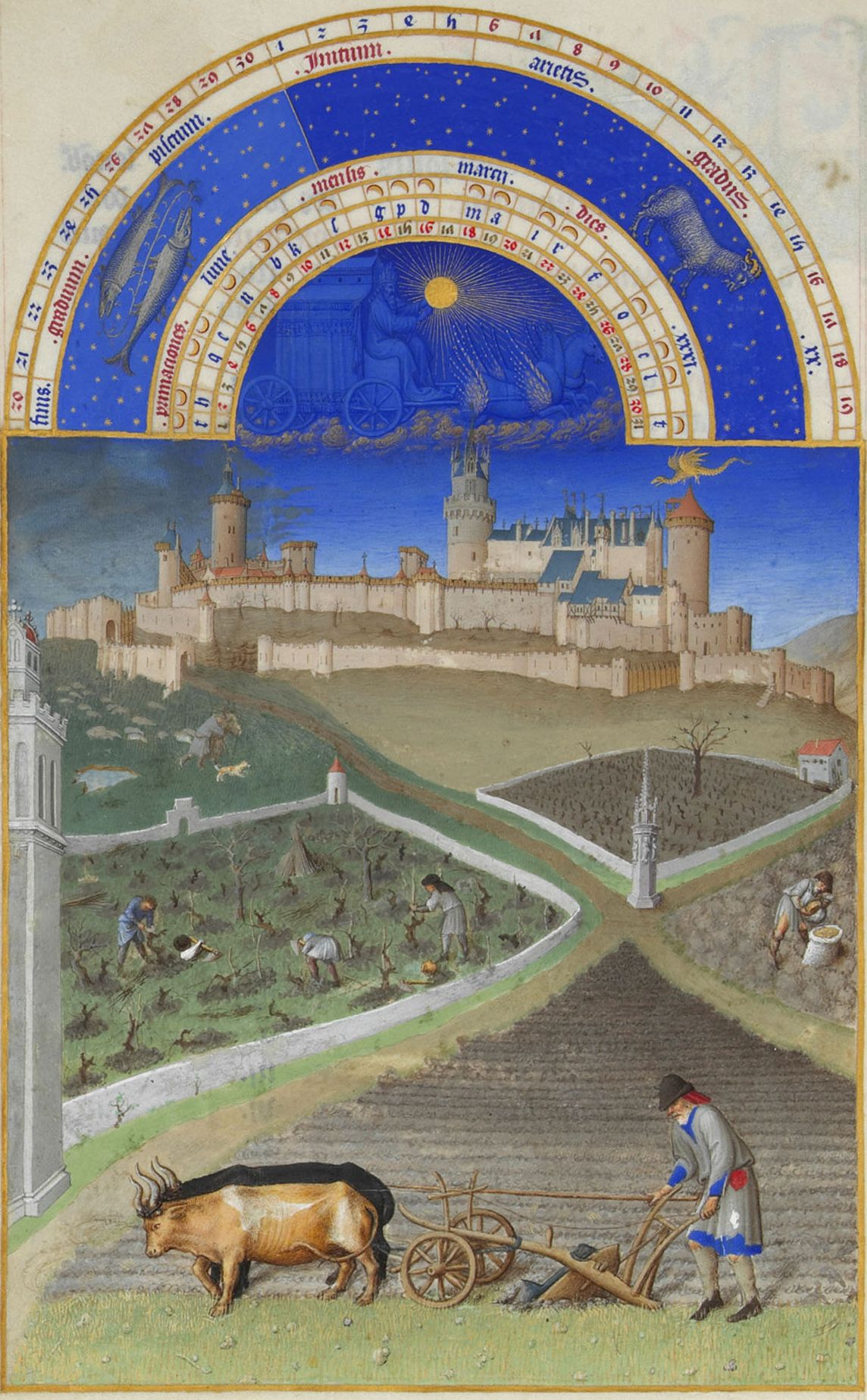
Martie - Les Très Riches Heures du duc de Berry

Martie este a treia lună a anului din calendarul Gregorian și una dintre cele șapte luni gregoriene cu o durată de 31 de zile.
Din punct de vedere astronomic, luna martie începe cu soarele în constelația Vărsătorului și se sfârșește cu soarele în constelația Peștilor. În astronomia veche, martie începea cu soarele în semnul Peștilor și sfârșea în semnul Berbecului. 
Numele lunii martie (latină: Martius) vine de la zeul Marte, zeul războiului din mitologia romană și era considerată o lună favorabilă începerii războiului.
Sub conducerea împăratul Romulus al Romei, anul începea cu această lună. Dar în anul 45 î.Hr., Gaius Iulius Caesar a introdus Calendarul Iulian iar de atunci anul a început pe 1 ianuarie.
În România, luna martie, popular, se numește Mărțișor. În luna martie începe aratul și semănatul, se curăță livezile și grădinile, se scot stupii de la iernat și se retează fagurii de miere utilizați ca leac în medicina populară.
Martie începe cu aceeași zi a săptămânii ca și Februarie cu excepția anilor bisecți și ca Noiembrie în fiecare an.
Echinocțiul de primăvară în emisfera nordică, respectiv echinocțiul de toamnă în emisfera sudică, (data când ziua este egală cu noaptea), este o dată care variază de la 19 martie la 21 martie (UTC).

## Evenimente în Martie
- Luna de aperceptie a Cancerului colono-rectal
- Luna Istoriei Femeilor în SUA
  - Martie 2011: Astronomi Vechi/Unelte Moderne : Celebrarea Zilei Sore - Terra
  - Martie 2012: Umbrele Soarelui
- 1 martie: Mărțișor în România și Moldova, și Martenita în Bulgaria
- 17 Martie: Ziua Șarpelui (Sf Alexie)
- 19, 20 sau 21 martie: Echinocțiul, numit echinocțiu de primavara în emisfera nordică și echinocțiu de toamnă în emisfera sudică.
- 21-27 martie: Săptămâna de solidaritate cu popoarele în lupta contra rasismului și discriminării rasiale (ONU) [1]. Aceasta saptamâna comemoreaza o represiune politista sângeroasa la Sharpeville, Africa de Sud, în 1960.

## În literatură
- Martie, de Lucian Blaga
- Noaptea de martie, de Alexandru Macedonski
- 8 Mart, de Vasile Alecsandri